# Aristida vaginata
Aristida vaginata är en gräsart som beskrevs av Albert Spear Hitchcock. Aristida vaginata ingår i släktet Aristida och familjen gräs. Inga underarter finns listade i Catalogue of Life.